# Башкирска автономна съветска социалистическа република
Башкирската автономна съветска социалистическа република (на башкирски: Башҡорт Автономиялы Совет Социалистик Республикаhы, на руски: Башкирская Автономная Советская Социалистическая Республика, Башкирская АССР) е автономна република в РСФСР в състава на Съветския съюз. Образувана е на 23 март 1919 на основата на северните уезди на Оренбургската губерния.
Територията ѝ е 143 600 кв. км, а населението 3 895 000 души. Съотношението градско/селско население е съответно 2 491 000 към 1 404 000 души.
Башкирската АССР е наградена с 2 ордена „Ленин“ (1935, 1957), орден „Октомврийска революция“ (1969) и орден „Дружба на народите“ (1972).
В републиката се добиват нефт, природен газ, желязна руда, руди на цветни метали и други. Съществува до 25 февруари 1992, когато е преименувана на Република Башкирия.

## Население
Национален състав на население на Башкирската АССР (по данни от 1979):
- башкири – 936 000
- руснаци – 1 548 000
- татари – 940 000
- чуваши – 122 000
- марийци – 107 000